# Salcombe Regis
Salcombe Regis – wieś w Anglii, w hrabstwie Devon, w dystrykcie East Devon. Leży 24 km na wschód od miasta Exeter i 234 km na południowy zachód od Londynu.
W tej wsi 16 sierpnia 1920 roku zmarł Norman Lockyer, wybitny naukowiec i założyciel czasopisma „Nature”.